# Coup d'État de 1963 en Syrie
Le coup d’État syrien de 1963, désigné dans l’historiographie baassiste comme la « Révolution du 8 mars » (ثورة الثامن من آذار), est la prise de pouvoir en Syrie par le comité militaire de la branche régionale syrienne du Parti Baas arabe socialiste. Cette conspiration est en grande partie motivée par la prise de pouvoir du Parti Baas en Irak en février 1963.
Le coup d’État est planifié par le comité militaire, et non par la direction civile du parti. Toutefois, Michel Aflaq, chef du parti, donne son accord au projet. Les membres dirigeants du comité pendant la préparation du coup et immédiatement après sa réussite sont Muhammad Umran, Salah Jadid et Hafez el-Assad, issus de la minorité alaouite. Le comité recrute le soutien de deux nasséristes, Rashid al-Qutayni et Muhammad al-Sufi, ainsi que celui de l’indépendant Ziad al-Hariri. Le coup d’État est initialement prévu pour le 7 mars, mais reporté au 8 mars après que le gouvernement découvre le lieu de rassemblement des conspirateurs. À la suite de leur prise de pouvoir, les baassistes entament une série d’épurations dans les Forces armées syriennes, remplaçant 90 % du corps des officiers par des Alaouites.
Le coup d’État du 8 mars met fin à l’expérience démocratique de la Deuxième République syrienne postcoloniale, et transforme la Syrie en un État à parti unique exerçant une domination de type totalitaire sur la vie quotidienne. Il marque l’avènement du système baasiste, qui impose un contrôle étendu sur les sphères sociales, économiques, politiques, éducatives et religieuses, notamment par la répression brutale et l’usage de la terreur d’État. Le Parti Baas arabe socialiste maintient sa mainmise sur le pouvoir pendant plus de soixante ans, s’appuyant sur le contrôle de l’armée, de l’appareil sécuritaire, du système politique, ainsi que du Mukhabarat.
La Syrie passe ensuite sous le contrôle du secrétaire général du Commandement central du parti, Bachar el-Assad, qui succède à son père en 2000. Le régime baassiste se maintient jusqu’à sa chute durant la Guerre civile syrienne en 2024.

## Contexte

### Événements ayant conduit au coup d’État
La Syrie moderne est fondée en 1920 sous la forme du Royaume arabe de Syrie dirigé par le roi Fayçal Ier, à la suite de l’effondrement de l’Empire ottoman en 1917. Ce nouvel État se veut un royaume arabe unifié, et non uniquement syrien, défendant le nationalisme arabe et une politique panislamique. Toutefois, les Britanniques, qui avaient contribué à l’établissement de cet État à l’issue de la Première Guerre mondiale, concluent en secret un accord avec la France, connu sous le nom d’Accord Sykes-Picot, et instaurent le mandat français en Syrie et au Liban. Le territoire devient ainsi une colonie de fait de la France. Le nouvel État est très mal perçu par la population syrienne, beaucoup le considérant comme un vassal de l’impérialisme européen.
À cette époque, plusieurs mouvements cherchent à établir une identité syrienne, notamment le Parti social nationaliste syrien, tandis que d’autres adoptent des positions communistes ou islamistes. Toutefois, la majorité des Syriens continue à se définir avant tout comme Arabes plutôt que comme Syriens.
Le mandat repose sur une structure à caractère féodal, avec une base sociale oligarchique semi-libérale. Ce système reste inchangé jusqu’à la création de la République arabe unie (RAU). Il produit une société de classes fortement marquée par l’opposition entre monde urbain et rural. Environ trois mille familles possèdent la moitié des terres agricoles du pays. La classe moyenne détient principalement les petites et moyennes propriétés, tandis qu’environ deux tiers des paysans sont sans terre. Les revenus agricoles sont extrêmement inégaux : les 2 % les plus riches perçoivent 50 % des revenus, tandis que la classe moyenne (composée de marchands et de petits propriétaires terriens), soit 18 % de la population, reçoit 25 % des revenus agricoles. Les 80 % restants doivent se partager le reste. L’alliance entre propriétaires et paysans est minée par des antagonismes de classe, ce qui entraînera à terme la chute de la classe foncière.
Le mandat prend fin en 1946 sous la pression d’un ultimatum britannique à la France, et la Syrie devient indépendante le 17 avril 1946. L’élite politique qui gouverne alors est la même que sous le mandat, et elle conserve les mêmes méthodes de gouvernement. L’échec de la guerre israélo-arabe de 1948 provoque la chute de cette élite traditionnelle et l’ascension de l’armée dans la vie politique. Husni al-Za'im devient en 1949 le premier dictateur militaire du pays. En 1950, l’officier Adib al-Chichakli prend le pouvoir en coulisses et instaure, en 1953, une nouvelle dictature militaire. L’entrée de l’armée sur la scène politique brise l’oligarchie et permet à la classe moyenne de participer à la vie politique syrienne. Toutefois, malgré ce recul politique, l’élite traditionnelle conserve la majeure partie des richesses produites dans le pays.
C’est dans ce contexte qu’émerge l’idéologie du baassisme. Le Mouvement de la résurrection arabe est fondé dans les années 1940 par Michel Aflak et Salah al-Din al-Bitar. Parmi les figures importantes des débuts figurent également Zaki al-Arsouzi, Wahib al-Ghanim et Jallal al-Sayyid. En 1953, Akram al-Hawrani fonde le Parti socialiste arabe, qui fusionne ensuite avec le mouvement baassiste pour former le Parti Baas arabe socialiste.
Parmi les 150 délégués au congrès fondateur de 1947, la majorité est issue des classes moyennes urbaines ou intellectuelles. Dans les années 1950, le parti s’implante dans la classe moyenne urbaine. Toutefois, dès ses débuts, le parti cherche également à s’implanter dans les zones rurales en y envoyant ses cadres pour recruter et créer de nouvelles structures. En 1956, le Baas organise la première grève ouvrière de l’histoire syrienne. Malgré sa force, l’ouverture du parti à des profils variés introduit le tribalisme et le clientélisme, ce qui pousse ses dirigeants à négliger les procédures démocratiques internes.
Le Baas fait face à un dilemme stratégique : accéder au pouvoir par des élections ou par la force. Même les fondateurs les plus favorables à la démocratie penchent pour la prise de pouvoir par la force, dénonçant un système électoral corrompu. Avant de parvenir au pouvoir, le parti espère pouvoir gouverner avec Gamal Abdel Nasser au sein de la République arabe unie (RAU). Toutefois, la RAU devient un régime dominé par l’Égypte, et le Baas est contraint de se dissoudre. En 1961, la RAU s’effondre à la suite d’un coup d’État militaire en Syrie. Cet épisode provoque une crise majeure au sein du Baas, divisé entre partisans et opposants à la RAU, et entre fidèles et opposants aux anciens dirigeants. En 1962, Aflak convoque un congrès qui reconstitue officiellement le parti. Plusieurs branches ne s’étaient en réalité jamais dissoutes durant la période de la RAU, et avaient radicalisé leur orientation socialiste en rompant avec le panarabisme. Le comité militaire, à l’origine du coup d’État du 8 mars, partage largement ces orientations.

### Contexte économique et social

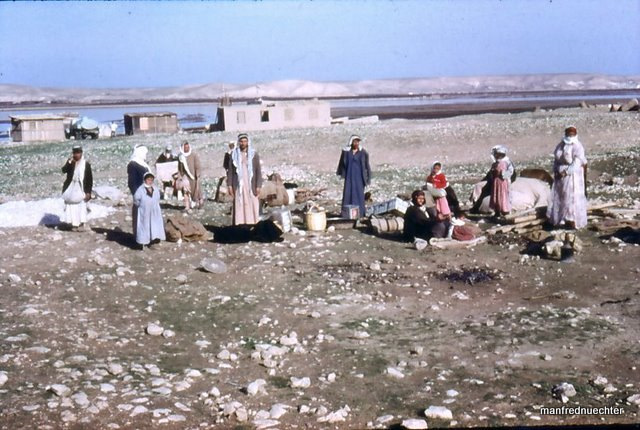
La société syrienne, de nature féodale, était dominée par les propriétaires fonciers et les paysans.

La révolution du 8 mars est souvent présentée comme un simple coup d’État militaire, mais elle présente de nombreuses caractéristiques propres aux soulèvements populaires. Elle est portée par une alliance anti-oligarchique rassemblant une petite bourgeoisie radicalisée, des officiers marginaux, des minorités exclues, et un grand nombre de paysans mobilisés dans un cadre de lutte agraire.
Dans un contexte international, la révolution syrienne intervient dans un pays dont les frontières ont été imposées par la France sans assentiment populaire, et dont la population rejette largement la création d’Israël. L’élite traditionnelle, qui accède au pouvoir lors de l’indépendance, est issue du mandat colonial. L’imposition de frontières arbitraires sans légitimité populaire engendre un profond mécontentement. Le combat national s’articule autour d’idéologies comme le nationalisme arabe, le panislamisme et le grand-Syrisme. Le caractère plébéien de la lutte et la radicalité des idéologies portées conduisent à l’adoption de solutions extrêmes à la question agraire.
La croissance d’une nouvelle classe moyenne en Syrie alimente le mécontentement, car l’élite traditionnelle continue à dominer le secteur agricole, alors principal secteur de l’économie, et concentre l’essentiel des richesses. Cette nouvelle classe moyenne est composée de capitalistes et d’entrepreneurs opposés à l’élite traditionnelle. L’accaparement du pouvoir par cette dernière provoque la radicalisation de la nouvelle classe moyenne.
Contrairement à d’autres pays où l’armée se veut une institution conservatrice et élitiste, l’institution militaire syrienne se radicalise. Elle réclame davantage de pouvoir, jugeant l’élite traditionnelle incapable de défendre le pays. Une partie significative du personnel militaire est issue de la nouvelle classe moyenne ou des régions rurales et marginalisées.
En Syrie, les minorités religieuses sont souvent défavorisées, et chaque ethnie est associée à une classe sociale précise. Les Alaouites, les Druzes ou les Ismaéliens, par exemple, appartiennent à des groupes religieux historiquement issus des couches sociales inférieures. Ces groupes adoptent progressivement une forme radicale de nationalisme arabe, notamment sous la forme du baassisme.
Sans l’appui de la paysannerie, la révolution baassiste syrienne n’aurait pas été possible. La nouvelle classe moyenne seule ne pouvait engendrer que de l’instabilité. Ce n’est que par son alliance avec les masses paysannes que le processus révolutionnaire devient réalisable. L’inégalité entre zones rurales et urbaines, conjuguée à la pénétration capitaliste dans le secteur agricole et à la captation des principales sources de revenu par l’élite traditionnelle, favorise l’émergence de mouvements paysans luttant pour le changement ou s’opposant au système.
La branche syrienne du Parti Baas arabe socialiste parvient à recruter une jeunesse issue de ces mouvements paysans radicaux, ce qui lui permet de mobiliser de larges secteurs de la population.

## Planification
En 1962, le comité militaire de la branche régionale syrienne du Parti Baas arabe socialiste consacre l’essentiel de son temps à planifier une prise de pouvoir par un coup d’État militaire classique. Le comité prévoit de s’emparer des camps militaires d’al-Kiswah et de Qatana, de prendre le contrôle de la 70e brigade blindée stationnée à al-Kiswah, de l’Académie militaire de Homs ainsi que de la station de radio de Damas. Bien que les conjurés soient jeunes, le régime en place est en pleine désintégration, et l’élite traditionnelle a déjà perdu une grande partie de son pouvoir politique effectif.
Pour réussir, le comité militaire doit obtenir l’appui d’une partie du corps des officiers syriens. L’effondrement de la République arabe unie (RAU), combiné à des mutineries, des purges et de nombreuses mutations, a plongé l’armée dans le désordre, rendant ses membres sensibles aux discours antigouvernementaux. À cette époque, le corps des officiers est divisé en cinq factions : la faction de Damas, qui soutient le gouvernement de la Deuxième République syrienne ; les partisans d’Akram al-Hawrani ; une faction nassériste ; une faction baassiste ; et un groupe d’indépendants. La faction de Damas est considérée comme l’ennemi direct du comité militaire, en raison de son soutien au gouvernement de Nazim al-Qudsi, tandis que les hawranistes sont vus comme des rivaux à cause de leur hostilité au panarabisme. Les nasséristes, bien qu’attachés à Gamal Abdel Nasser et à la reconstitution de la RAU, deviennent des alliés circonstanciels des baassistes.
Cette alliance avec les nasséristes permet au comité militaire d’établir des contacts secrets avec le colonel Rashid al-Qutayni, chef du renseignement militaire, et le colonel Muhammad al-Sufi, commandant de la brigade de Homs. Le comité charge également un groupe de jeunes officiers de rallier à leur cause le colonel indépendant Ziad al-Hariri, alors commandant du front face à Israël. Leur mission est un succès, et ils lui promettent : « Si nous réussissons, tu deviendras chef d’état-major. Si nous échouons, tu pourras nous renier. » Al-Hariri accepte de soutenir le comité, notamment parce que le Premier ministre Khalid al-Azm prévoit de le rétrograder.
Pendant la préparation du coup, les membres du comité militaire sont mal perçus par les baassistes civils. À l’origine, l’alliance entre le parti et l’armée visait à protéger le mouvement baassiste de la répression. Le comité militaire reste méfiant envers la direction civile, dirigée par Michel Aflaq, qu’il critique pour avoir dissous le Parti Baas durant la période de la RAU. De son côté, Aflaq a besoin du comité militaire pour prendre le pouvoir, tandis que ce dernier a besoin de la légitimité d’Aflaq pour le conserver – sans lui, il ne dispose d’aucune base populaire solide.
Lors du 5e congrès national du Parti Baas, tenu le 8 mai 1962, la décision est prise de reconstituer officiellement le parti, avec Aflaq reconduit au poste de secrétaire général du Commandement national. Muhammad Umran, l’un des membres influents du comité militaire, est alors délégué au congrès et informe Aflaq des intentions du comité. Ce dernier donne son accord au coup d’État, sans toutefois qu’un accord ne soit conclu sur la répartition du pouvoir après la prise de contrôle.

## Le coup d’État

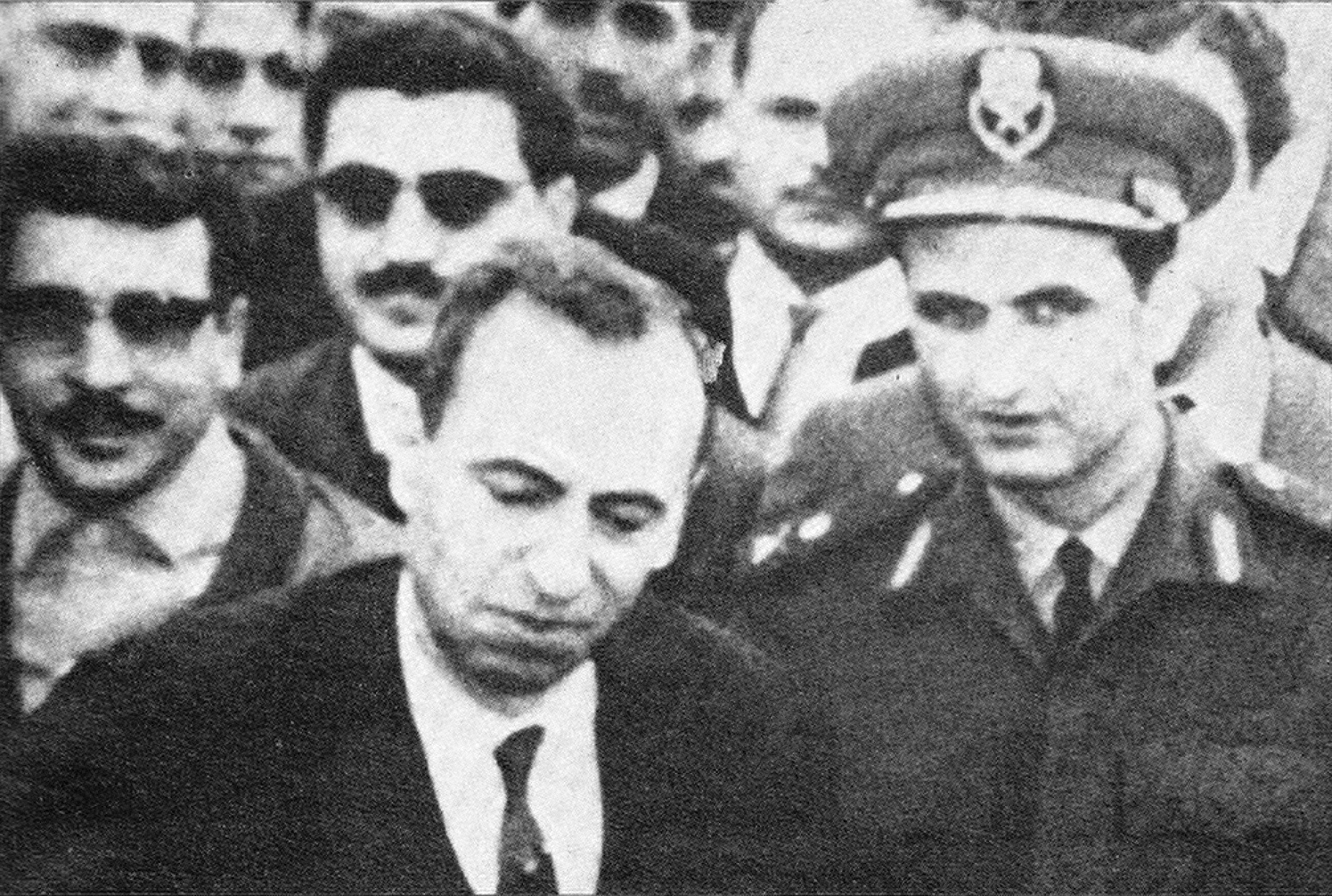
Aflaq, dirigeant de la branche civile du parti, et Jadid, figure clé dans la planification du coup d’État.

Le 8 février 1963, la branche régionale irakienne du Parti Baas arabe socialiste, dirigée par Ali Salih al-Sa'di, prend le pouvoir à Bagdad en renversant Abdel Karim Kassem. Ce dernier représente un adversaire bien plus redoutable que Nazim al-Qudsi, et les baassistes irakiens y parviennent en s’alliant à la fois à des officiers militaires et à des segments de la classe moyenne. La chute de Kassem bouleverse les équilibres du nationalisme arabe : les nasséristes dominaient jusqu’alors le mouvement depuis l’expérience de la RAU, mais la prise de pouvoir baassiste impose désormais le Parti Baas comme acteur incontournable. En revanche, la branche syrienne ne bénéficie ni d’un large soutien populaire ni d’une assise dans la classe moyenne.
Malgré les réserves d’Michel Aflaq, qui craint que le manque de soutien n’entrave le succès du complot, les conjurés maintiennent leur projet et prévoient d’agir le 7 mars. Ce jour-là, les services de renseignement militaire perquisitionnent l’appartement où les conspirateurs s’étaient réunis. Hafez el-Assad est alors chargé d’informer les autres unités du report du coup au 8 mars.

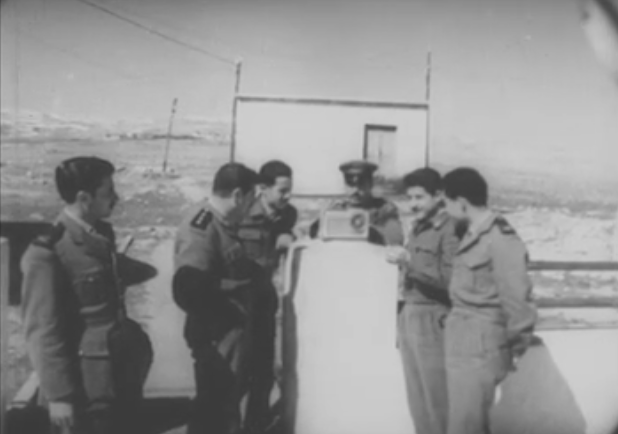
Soldats syriens à la radio pendant le coup d’État. Dès leur arrivée au pouvoir, les baassistes proclament la loi martiale, qui restera en vigueur jusqu’en 2011 – la plus longue de l’histoire.

Dans la nuit du 7 au 8 mars, les chars et unités fidèles aux conjurés avancent sur Damas. Ziad al-Hariri mène une brigade depuis le front syrien face à Israël, tandis que les baassistes prennent le contrôle d’une autre brigade stationnée à Soueïda. Pris en tenaille, le commandant de la 70e brigade blindée (Syrie), le lieutenant-général Abd al-Karim, se rend. Muhammad Umran prend le commandement par intérim de l’unité. L’unité stationnée à Qatana, potentiellement hostile, reste inactive – probablement parce que Widad Bachir avait pris le contrôle des communications dans la région de Damas.
Une fois les troupes d’al-Kiswah neutralisées et Qatana isolée, les forces d’al-Hariri entrent dans Damas, dressent des barrages et prennent le contrôle de sites stratégiques, dont le bureau de poste central. Le capitaine Salim Hatum, cadre du parti, s’empare de la station de radio. Le ministère de la Défense est pris sans résistance, et le général Zahr al-Din, chef d’état-major, est arrêté. Le président al-Qudsi et Akram al-Hawrani sont retrouvés et incarcérés. Salah Jadid entre dans la ville à bicyclette et s’empare du Bureau des affaires des officiers, qui deviendra par la suite son domaine d’influence personnel.

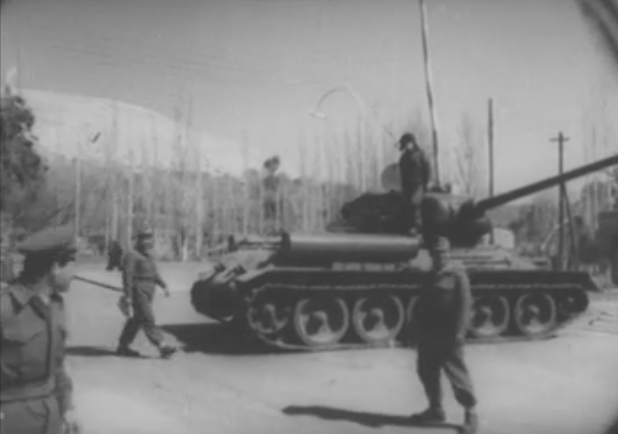
Char syrien et soldats à Damas après le succès du coup d’État en mars 1963.

Assad conduit une unité rebelle pour s’emparer de la base aérienne d’al-Doumeir, à 40 km au nord-est de Damas — la seule position à résister au coup. Certains avions avaient reçu l’ordre de bombarder les positions des rebelles. Assad devait mener une compagnie de la brigade d’al-Hariri avant l’aube pour éviter toute frappe aérienne. Le retard pris dans la reddition de la 70e brigade met son groupe en difficulté. Lorsqu’ils atteignent la périphérie de la base, il fait jour. Assad envoie un émissaire pour exiger la reddition sous menace de bombardement. Les officiers de la base acceptent de se rendre, bien que selon Assad, ils auraient pu vaincre ses hommes s’ils avaient combattu. Le matin même, les conjurés se réunissent au QG de l’armée pour célébrer leur victoire.
Le coup se déroule sans violence majeure, car la classe politique est trop démoralisée pour réagir. La population y reste globalement indifférente. Le Druze Saber Falhout, surnommé plus tard « le poète de la révolution », rédige et annonce le premier communiqué des putschistes. Le neuvième communiqué réintègre les cinq membres du comité militaire dans les rangs des forces armées. Les figures dominantes du nouveau régime sont Umran, Jadid et enfin Assad.
Un état d’urgence est proclamé. Il restera en vigueur jusqu’au soulèvement populaire de 2011, faisant de lui le plus long état d’urgence jamais instauré dans un pays.

### Soutiens égyptien et américain
L’historien Brandon Wolfe-Hunnicutt affirme que le président égyptien Gamal Abdel Nasser « semble avoir soutenu » le coup d’État. Toutefois, il ajoute : « En réalité, le Baas syrien a probablement reçu plus d’aide de la CIA que de l’Égypte. » Dans un entretien avec le politologue Malik Mufti, le dirigeant baassiste syrien Jamal al-Atassi déclare : « Dans le cas de la prise du pouvoir par le Baas en Syrie, il y a eu une pression exercée par l’Occident – et en particulier par les États-Unis – pour que le Baas s’empare du pouvoir, le monopolise, et écarte toutes les autres forces. »

## Conséquences immédiates

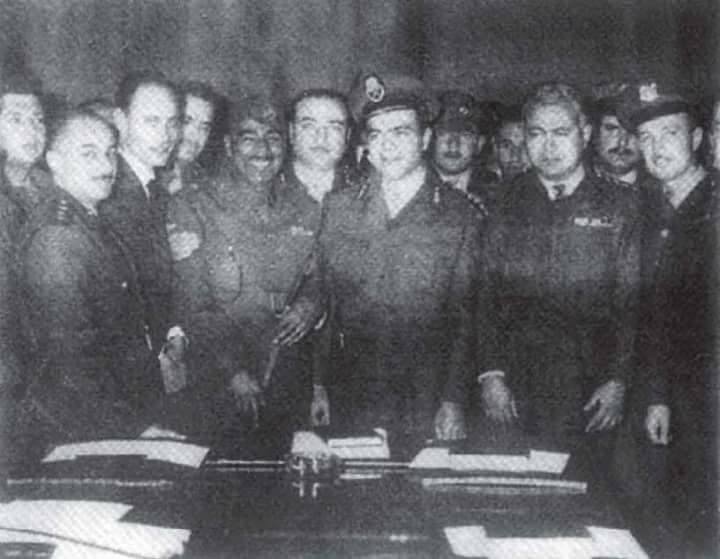
Officiers syriens après le succès du coup d’État.

La branche régionale syrienne du Parti Baas gouverne sans interruption du coup d’État jusqu’à décembre 2024.

Le premier acte du nouveau pouvoir syrien est la création d’un Conseil national du commandement de la révolution (CNCR) composé de vingt membres : douze baassistes, huit nasséristes ou indépendants. Il s’agit d’une junte militaire mise en place pour diriger la Syrie baassiste. Le 9 mars, le CNCR charge Salah al-Din al-Bitar, l’un des fondateurs du Parti Baas, de former un gouvernement et d’appliquer la politique du Conseil. Par la suite, six civils rejoignent le CNCR, répartis équitablement entre trois baassistes (Aflaq, al-Bitar et Mansur al-Atrash) et trois nasséristes. Toutefois, cette intégration ne modifie pas le rapport de forces : le pouvoir reste fermement entre les mains des officiers.
Dès le départ, les membres du comité militaire décident des grandes orientations politiques sans consulter les autres membres du CNCR. Lorsque la direction civile en prend conscience, al-Atrash s’exclame : « Pourquoi ces messieurs ne parlent-ils pas ? Puis-je suggérer qu’ils désignent un officier de liaison pour nous faire part de leurs vues ? » À partir de ce moment, Muhammad Umran commence à transmettre de manière sporadique quelques informations aux civils sur les décisions du comité. Parallèlement, une autre politique mise en place consiste à attribuer les postes-clés dans les forces armées à des proches alaouites des membres du comité militaire.
Dans les premiers temps, rien ne laisse présager les divisions qui mineront plus tard le comité militaire, encore soudé par son ambition de bâtir une nation prospère. Le 9 mars, le CNCR libère Lu'ay al-Atassi, le promeut général de corps d’armée, et le nomme commandant en chef ainsi que président du CNCR – soit chef de l’État de facto. Ziad al-Hariri est nommé chef d’état-major. Bien que puissants en apparence, ni Atassi ni Hariri ne disposent d’un poids politique suffisant pour menacer le comité militaire. Les officiers nasséristes reçoivent eux aussi des postes importants : Muhammad al-Sufi devient ministre de la Défense et Rashid al-Qutayni chef d’état-major adjoint. Le comité militaire, élargi à cinq nouveaux membres, veille à ce que les baassistes contrôlent tous les leviers du pouvoir. Il fixe les orientations de l’État avant même les sessions du CNCR, s’imposant ainsi comme véritable centre décisionnel.
Umran reçoit d’abord le commandement de la 5e brigade à Homs, avant d’être promu en juin à la tête de la 70e brigade blindée (Syrie). À la tête du Bureau des affaires des officiers, Salah Jadid place ses proches à des postes-clés, élimine ses rivaux et promeut de nombreux cadres baassistes. Ahmad Suwaydani, l’un des nouveaux membres du comité, devient chef du renseignement militaire, et Mazyad Hunaydi est nommé à la tête de la police militaire. L’Académie militaire de Homs passe sous contrôle baassiste : plusieurs centaines de militants, dont le frère d’Assad, Rifaat al-Assad, y reçoivent une formation accélérée avant d’obtenir des postes de commandement.
Hafez el-Assad devient de facto chef de l’Armée de l'air syrienne, une promotion fulgurante pour un homme encore trentenaire. Comme les membres du comité sont tous trop jeunes pour apparaître comme des dirigeants légitimes aux yeux de la population, ils nomment le colonel Amin al-Hafiz ministre de l’Intérieur.

### Purges et tentative de coup d’État du 18 juillet

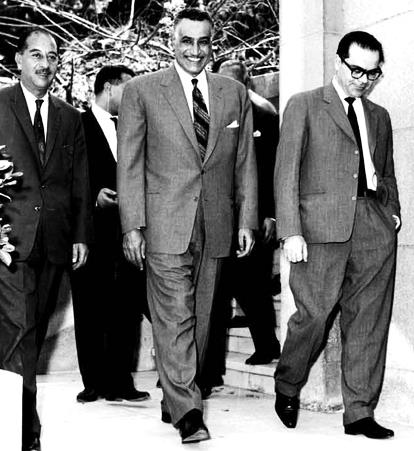
Discussions tripartites sur l’unité entre le Premier ministre irakien Ahmed Hassan al-Bakr (à gauche), le président égyptien Gamal Abdel Nasser (au centre) et le président syrien Lu'ay al-Atassi (à droite), le 16 avril 1963. Les relations se détériorent après les purges contre les nasséristes et l’échec du coup d’État d’Alwan. Atassi démissionne à la suite de ces événements.

Sous la pression des manifestations pro-nassériennes constantes à Damas et dans le nord de la Syrie, de la branche syrienne du Mouvement nationaliste arabe, ainsi que de figures baassistes pro-union comme Jamal al-Atassi, le gouvernement nouvellement établi engage des discussions d’unification avec l’Égypte et l’Irak. Ce dernier venait également de connaître, en février 1963, un coup d’État pro-UAR mené par des officiers partisans de l’unité arabe. Le 17 avril, un accord de principe est signé pour une union fédérale en plusieurs étapes entre les trois pays, avec Nasser comme président et commandant en chef des forces armées,.
Mais entre le 28 avril et le 2 mai, le comité militaire, dominé par les baassistes, rompt de fait cet accord en purgeant plus de cinquante officiers nasséristes occupant des postes de commandement dans l’armée. L’Égypte réagit par une intense campagne de propagande radiodiffusée condamnant le Baas, tandis que la presse pro-nassérienne est réduite au silence. Des émeutes pro-union éclatent à Alep, Damas, Hama et dans d’autres villes. Ces purges entraînent la démission de plusieurs responsables nasséristes, dont le ministre de la Défense Muhammad al-Sufi, le chef d’état-major adjoint Rashid al-Qutayni, ainsi que quatre autres ministres du gouvernement.
Ces purges accélèrent la transformation néo-baassiste de l’armée syrienne, désormais largement purgée de ses officiers sunnites et dominée par des officiers alaouites loyaux au comité. Cela suscite une indignation croissante dans le pays : plusieurs intellectuels dénoncent dans la presse le caractère désormais communautaire du nouveau régime.

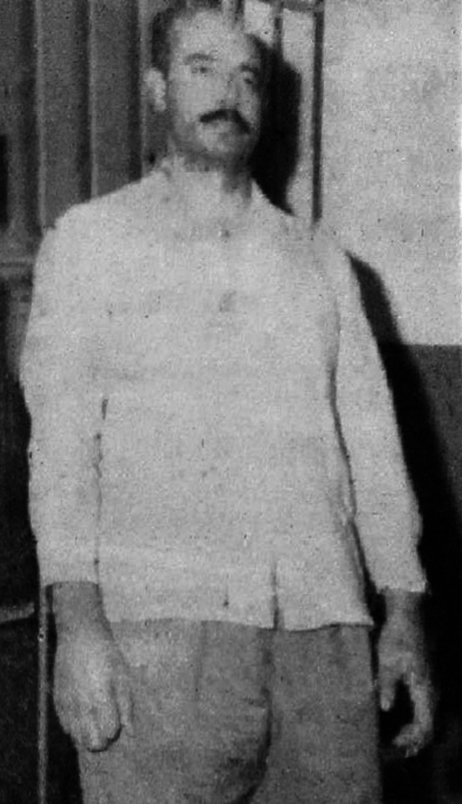
Jassem Alwan jugé devant un tribunal militaire à Damas pour sa tentative de coup d’État en 1963 contre le Baas syrien.

Le 19 juin, le chef d’état-major Ziad al-Hariri mène une délégation de haut niveau en Algérie pour une visite officielle. Il est accompagné du Premier ministre Salah al-Din al-Bitar, de Michel Aflaq et du ministre de l’Éducation Sami Droubi. En son absence, le comité en profite pour purger environ 30 officiers de haut rang, en majorité des indépendants placés sous le commandement d’al-Hariri,. On lui ordonne de rejoindre directement l’ambassade de Syrie aux États-Unis pour y occuper le poste d’attaché militaire. Al-Hariri choisit cependant de revenir par un vol vers Beyrouth le 23 juin afin de protester contre cette mesure. Sa tentative échoue, et il s’exile volontairement en France le 8 juillet. Son éviction attriste al-Bitar, qui voyait en lui le dernier contrepoids militaire capable de limiter l’influence du comité sur le gouvernement.
Malgré les purges, les nasséristes conservent une influence notable dans l’armée. Le 18 juillet, sous la direction de Jassem Alwan et avec le soutien des services de renseignement égyptiens, ils tentent de lancer un coup d’État en plein jour contre le nouveau régime,. Le quartier général de l’armée, défendu en personne par Amin al-Hafiz, ainsi que la station de radio sont attaqués. Les combats font plusieurs centaines de morts, dont de nombreux civils. Le putsch échoue, et 27 officiers impliqués sont arrêtés puis exécutés – une sanction exceptionnelle en Syrie, où les peines habituelles pour échec de coup d’État sont plutôt l’exil, l’emprisonnement ou la mutation diplomatique.
À la suite de ces exécutions, le président Lu'ay al-Atassi démissionne, exprimant ainsi son désaccord avec ces mesures punitives. Après une courte cavale, Alwan et ses principaux co-conspirateurs Raef al-Maarri et Muhammad Nabhan sont arrêtés, jugés pour trahison par un tribunal militaire, et condamnés à mort. Ils sont finalement libérés exactement un an plus tard et contraints à l’exil, à la suite de l’intervention diplomatique du président Nasser et de son homologue irakien Abdel Salam Aref.
L’échec de la révolte menée par Jassem Alwan marque la fin de l’influence significative des nasséristes au sein des institutions militaires et civiles syriennes. Avec l’élimination des forces pro-nassériennes, le comité militaire baassiste devient le seul centre de pouvoir en Syrie.
Les relations avec l’Égypte se dégradent immédiatement : Gamal Abdel Nasser, toujours très populaire auprès des masses syriennes, lance des émissions de radio dans lesquelles il qualifie les baassistes de « meurtriers » et de « fascistes », les décrivant comme les représentants de l’hérésie et de l’athéisme. Cette attaque fait référence à la forte orientation laïque du Parti Baas, ainsi qu’à la présence marquée de non-musulmans sunnites, en particulier alaouites, à la tête du régime. Nasser annonce également le retrait officiel de l’accord d’unité du 17 avril,.
L’une des conséquences majeures du coup d’État et des purges qui l’ont suivi est la prise de contrôle de l’armée syrienne par les officiers alaouites du courant néo-baassiste. Ces jeunes officiers entrent ensuite en conflit avec l’ancienne garde du parti Baas, ce qui conduit au coup d'État syrien de 1966.